# Phyllurus caudiannulatus
Espèce
Le Phyllurus caudiannulatus est une espèce de geckos à queue en feuille, originaire des régions tropicales et subtropicales du nord-est de l'Australie, principalement dans l'État du Queensland. Ce gecko appartient à la famille des  Carphodactylidae. et au genre Phyllurus. Les geckos à queue en feuille sont ainsi nommés en raison de leur queue aplatie et foliacée, qui leur permet de se camoufler efficacement dans leur environnement.
Le Phyllurus caudiannulatus est un reptile nocturne et arboricole, qui passe la majeure partie de sa vie dans les arbres et les buissons. Il se nourrit principalement d'insectes, tels que les araignées, les coléoptères et les mouches. Grâce à ses doigts larges et adhésifs, il est capable de grimper facilement sur les surfaces verticales et même de marcher au plafond.
Les geckos à queue en feuille comme le Phyllurus caudiannulatus sont réputés pour leur capacité de camouflage, qui les aide à se fondre dans leur environnement et à échapper aux prédateurs. Leurs corps sont recouverts de tubercules et de rainures, leur donnant une apparence rugueuse et déchiquetée qui ressemble à l'écorce des arbres ou aux feuilles mortes. Leur couleur varie du vert au brun, en fonction de leur habitat.
En ce qui concerne la reproduction, le Phyllurus caudiannulatus est ovipare, ce qui signifie qu'il pond des œufs. Les femelles pondent généralement deux œufs à la fois, qui sont déposés dans un endroit sûr, comme une fissure dans un arbre ou sous l'écorce. Les œufs éclosent généralement après environ deux mois, et les nouveau-nés sont déjà bien camouflés et prêts à affronter leur environnement.

## Répartition
Cette espèce est endémique du Queensland en Australie. 

## Publication originale
- Covacevich, 1975 : A review of the genus Phyllurus (Lacertilia: Gekkonidae). Memoirs of the Queensland Museum, vol. 17, n. 2, p. 293-303.